# Stelling van Rolle
In de analyse, een deelgebied van de wiskunde, houdt de stelling van Rolle in dat er voor een "nette" kromme door de punten {\displaystyle A} en {\displaystyle B} met dezelfde {\displaystyle y}-coördinaat minstens één punt tussen {\displaystyle A} en {\displaystyle B} bestaat waarin de raaklijn aan de kromme evenwijdig is aan de {\displaystyle x}-as. Voor het bewijs van de middelwaardestelling wordt een beroep gedaan op de stelling van Rolle.
De stelling werd in 1691 door de Franse wiskundige Michel Rolle gepubliceerd en is naar hem genoemd.

## Stelling van Rolle
Als een functie {\displaystyle f} voldoet aan de voorwaarden:
1. {\displaystyle f} is continu op het gesloten interval {\displaystyle [a,b]}
2. {\displaystyle f} is differentieerbaar op het open interval {\displaystyle (a,b)}
3. {\displaystyle f(a)=f(b)},

dan bestaat er een getal {\displaystyle c} in het open interval {\displaystyle (a,b)}, waarin de afgeleide van {\displaystyle f} gelijk is aan 0, dus {\displaystyle f'(c)=0}

## Bewijs
Voor de eenvoud noemen we {\displaystyle C=f(a)=f(b)}. Wegens de extremumstelling bereikt {\displaystyle f} zowel een minimum {\displaystyle m} als een maximum {\displaystyle M} op {\displaystyle [a,b]}. We moeten dan drie verschillende gevallen onderscheiden:
1. {\displaystyle m=M=C}: {\displaystyle f} is constant op {\displaystyle [a,b]}, dus is voor elke {\displaystyle c\in [a,b]:f'(c)=0}.
2. {\displaystyle m<C}, dan is {\displaystyle m=f(c)} met {\displaystyle c\in (a,b)} en {\displaystyle f'(c)=0}, omdat {\displaystyle f} minimaal is in {\displaystyle c}. 
 Wanneer een differentieerbare functie {\displaystyle f} in {\displaystyle a} een extreme waarde bereikt, is de eerste afgeleide gelijk aan nul: {\displaystyle f'(a)=0.}
3. {\displaystyle M>C}: op dezelfde manier als {\displaystyle m<C}.

## Overige
- De stelling van Rolle komt met de tussenwaardestelling overeen, in het bijzonder met de stelling van Bolzano. Veronderstel dat {\displaystyle f} een functie is die continu is op het interval {\displaystyle [a,b]} en differentieerbaar op het interval {\displaystyle (a,b)}. {\displaystyle f} is niet constant, maar er is gegeven dat {\displaystyle f(a)=f(b)}. Er moeten dan twee verschillende punten {\displaystyle c,d\in [a,b]} zijn, zodat {\displaystyle f(a)=f(c)=f(d)=f(b)}, waarin {\displaystyle f'(c)} en {\displaystyle f'(d)} tegengesteld van teken zijn. Beide zijn dus ongelijk aan 0. {\displaystyle c} mag {\displaystyle a} zijn, {\displaystyle d} mag {\displaystyle b} zijn. Volgens beide stellingen is er een punt {\displaystyle m\in (c,d)} waarvoor {\displaystyle f'(m)=0}.
- De stelling van Gauss-Lucas uit de complexe functietheorie legt een meetkundig verband tussen de nulpunten van een polynoom en de nulpunten van daarvan de afgeleide.